# Stazione di Marcellina-Verbicaro-Orsomarso
Stazione di Marcellina-Verbicaro-Orsomarso vasútállomás Olaszországban, Santa Maria del Cedro településen.

## Vasútvonalak
Az állomást az alábbi vasútvonalak érintik:
- Battipaglia–Reggio di Calabria-vasútvonal

## Kapcsolódó állomások
A vasútállomáshoz az alábbi állomások vannak a legközelebb:
- Stazione di Grisolia-Santa Maria
- Stazione di Scalea-Santa Domenica Talao